# Christopher C. Kraft Jr.
Christopher Columbus „Chris“ Kraft Jr. (28. února 1924 Phoebus, Virginie – 22. července 2019 Houston, Texas) byl americký letecký inženýr a manažer NASA. Pomáhal vybudovat Středisko řízení kosmických letů.
Po promoci na Virginia Tech v roce 1944 jej najal Národní Poradní Výbor pro Letectví (NACA), předchůdce Národního úřadu pro letectví a kosmonautiku (NASA). Více než deset let pracoval v leteckém výzkumu, než byl v roce 1958 požádán aby se připojil ke Space Task Group. Space Task Group byl malý tým, jemuž byl svěřen úkol vyslat prvního Američana do vesmíru. Kraft byl přidělen do letového úseku a stal se tak prvním letovým ředitelem NASA. Během jeho působení proběhla řada přelomových misí – první pilotovaný vesmírný let, první pilotovaný orbitální let, a první výstup do volného vesmíru.
Na začátku programu Apollo opustil pozici letového ředitele a soustředil se na řízení a plánování misí. V roce 1972 se stal ředitelem Manned Space Center (později Johnsonovo vesmírné středisko) – následoval tak svého mentora Roberta R. Gilrutha. Na této pozici působil až do roku 1982, kdy odešel do důchodu. Během důchodu poskytoval konzultační služby řadě společností, včetně IBM a Rockwell International, a vydal autobiografii nazvanou Let: Můj Život ve Středisku řízení letů.
Více než kdokoliv jiný byl zodpovědný za formování a kulturu Střediska řízení letů NASA. Jeho chráněnec Glynn Lunney jednou prohlásil: "Dnešní Středisko řízení letů ... je odrazem Chrise Krafta." V roce 2011 po něm byla pojmenována budova, ve které sídlí Středisko řízení letů. Když Kraft v roce 1999 obdržel Národní cenu Rotary klubu, organizace ho popsala jako „hnací sílu amerických pilotovaných vesmírných letů od jejich počátku až do éry raketoplánů, muže, jehož činy se staly legendou.“